# Alter Kirchhof Sand

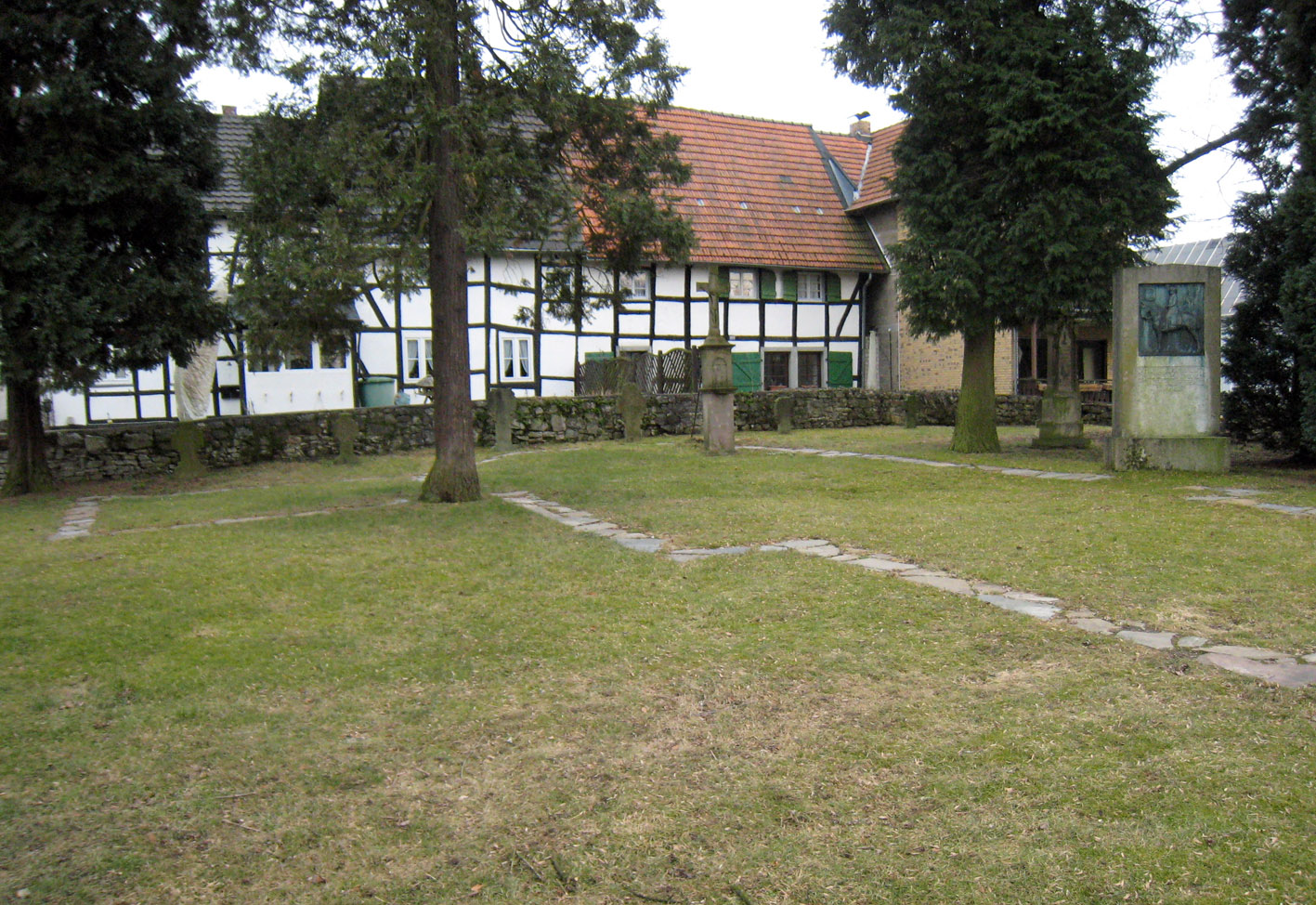
Alter Kirchhof Sand

Der alte Kirchhof Sand liegt an der Ommerbornstraße im Stadtteil Sand von Bergisch Gladbach im Rheinisch-Bergischen Kreis.

## Geschichte
Der alte Kirchhof ist zusammen mit einer Eigenkirche für das 13. Jahrhundert nachgewiesen. Nachdem diese baufällig geworden war, ersetzte man sie 1653 an gleicher Stelle durch eine neue Kirche. Letztere wurde 1894 abgerissen, weil man etwa 200 m weiter nördlich an der Herkenrather Straße die neue Kirche St. Severin errichtet hatte. Der Kirchhof blieb jedoch als Denkmal bis heute bestehen, obwohl man von jetzt an die Toten auf einem neu geschaffenen Friedhof beisetzte.
Das Gelände des alten Kirchhofs ist mit einer Bruchsteinmauer aus örtlichen Kalksteinen eingefriedet. Dadurch wird der sakrale Bereich von der ihn umgebenden Wohnbebauung abgegrenzt. An der Kirchhofsmauer sind 31 Grabkreuze aus dem 17. und 18. Jahrhundert aufgestellt. Die beiden ältesten stammen von 1633. Besonders zu erwähnen sind die Grabplatte und das Ehrenmal von Johann Peter Ommerborn,  der auch als Held vom Ommerborn in die Geschichte einging und hier begraben wurde. Von 1826 bis 1837 war er Pfarrer von Sand.

## Kulturdenkmal
Der alte Kirchhof in Sand ist in mehrfacher Hinsicht denkmalwürdig:
- Als Baudenkmal Nr. 100 ist er in die Liste der Baudenkmäler in Bergisch Gladbach eingetragen.
- Unter Nr. 15 steht er als Bodendenkmal Kirchenwüstung St. Severin, Kirchhof Sand in der Liste der Bodendenkmäler in Bergisch Gladbach.